# Kong Fanyu
Dans ce nom chinois, le nom de famille, Yang, précède le nom personnel.
Kong Fanyu (chinois : 孔凡钰), née le 6 juin 1993, est une skieuse acrobatique chinoise spécialisée dans le saut acrobatique. Elle devient championne du monde de la discipline en 2023.

## Carrière
Durant l'hiver 2010-2011, elle fait ses débuts en Coupe du monde et participe aux Championnats du monde où elle termine cinquième. En fin de saison, elle atteint pour la première fois le podium en finissant troisième du concours de Minsk. Le 10 mars 2012, elle s'impose à Moscou.
Aux Jeux olympiques d'hiver de 2018, elle remporte la médaille de bronze.

## Palmarès

### Jeux olympiques
- JO 2018 :
  -  Médaille de bronze en saut individuel.

### Championnats du monde
- Championnats du monde 2023 à Bakouriani (Géorgie) :
  -  Médaille d'or en saut individuel.
  -  Médaille d'argent en saut par équipes.

### Coupe du monde
- Meilleur classement général : 17e en 2012.
- Meilleur classement en saut acrobatique : 6e en 2012
- 17 podiums dont 3 victoires en saut acrobatique[1].

#### Détails des victoires
| Épreuve / Édition | Sauts  |
| ----------------- | ------ |
| 2011-2012         | Moscou |
| 2015-2016         | Pékin  |
| 2021-2022         | Ruka   |